# Station Thaon
Station Thaon is een spoorwegstation in Thaon-les-Vosges in de Franse gemeente Capavenir Vosges.